# Verordnung über die Beschaffenheit und die Auszeichnung der Qualitäten von Kraft- und Brennstoffen
Die Verordnung über die Beschaffenheit und die Auszeichnung der Qualitäten von Kraft- und Brennstoffen (10. BImSchV) hat große praktische Bedeutung beim Betrieb von Fahrzeugen. Sie enthält vor allem Bestimmungen zum Schutz vor schädlichen Umwelteinwirkungen, die durch Verbrennungsrückstände des Kraftstoffes entstehen. Darüber hinaus schreibt sie eine einheitliche Auszeichnung der Stoffe vor.

## Hintergrund
Bei jeder Verbrennung von Kraftstoff in Benzin- oder Dieselmotoren entstehen Rückstände. Diese enthalten gesundheits- und umweltschädliche Schadstoffe. Art und Umfang dieser Schadstoffe sind dabei im Wesentlichen von der Zusammensetzung des Kraftstoffes abhängig. Wesentliches Ziel dieser Verordnung ist es daher, durch verbindliche Festlegung dieser Zusammensetzung und damit der Qualität der Kraftstoffe die Luftbelastungen zu mindern. 
Die Verordnung ist somit ein wirksames Instrument der Politik, steuernd zur Minderung der vor allem durch den zunehmenden Straßenverkehr verursachten Umweltbelastung beizutragen.

## Inhalt
Die Verordnung regelt (in der Reihenfolge der Paragraphen) die Beschaffenheit von:
Otto- und Dieselkraftstoffe, Gasöl, Biodiesel, Ethanol, Flüssiggas, Erdgas, Biogas und Pflanzenölkraftstoff.
Damit findet sie nicht nur bei Straßenfahrzeugen Anwendung, sondern auch bei weiteren Fahrzeugen, wie etwa Diesellokomotiven, mobilen Maschinen und Geräten, Sportbooten sowie Binnen- und Seeschiffen.
Zur Konkretisierung wird auf technische Normen, wie DIN-Normen, verwiesen.
Regelungsbeispiel: Die Verordnung untersagt den Einsatz von Chlor- oder Bromverbindungen in Kraftstoffen für Straßenfahrzeuge.
Darüber regelt sie Anforderungen an bestimmte Brennstoffe insbesondere für Anlagen zur Wärmeerzeugung.
Regelungsbeispiel: Begrenzung des Schwefelgehalts im Heizöl.

## Ethanol
Mit der Neufassung dieser Verordnung am 8. Dezember 2010 wurden die Beimischungsgrenzen für Ethanol im Ottokraftstoff von bisher 5 Volumenprozent auf 10 Volumenprozent erhöht. Damit wurden die Vorgaben europäischer Richtlinien umgesetzt.
→ Siehe hierzu Hauptartikel: E10 (Kraftstoff).

## Auszeichnung an Zapfsäulen

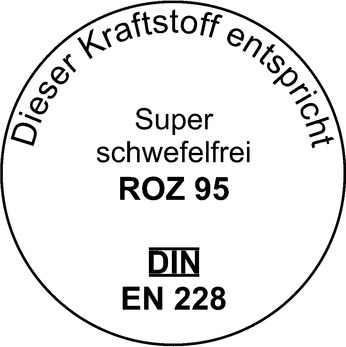
Zapfsäulenaufkleber Super schwefelfrei (ROZ 95) gemäß DIN EN 228

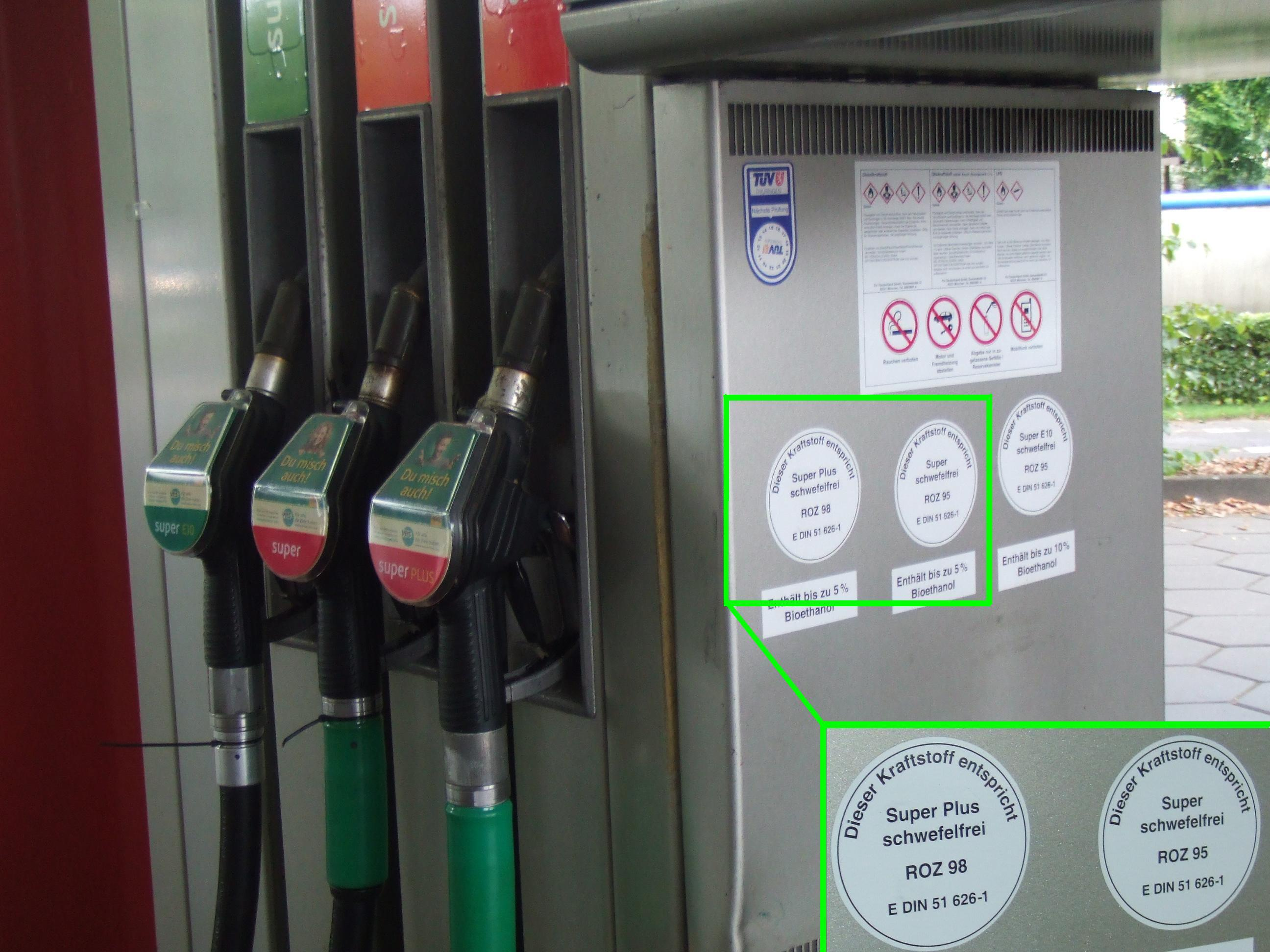
Vorgeschriebene Auszeichnung der Kraftstoffe an Tankstellen

Darüber hinaus enthält die Verordnung eine Regelung, nach der alle Kraftstoffe an den Zapfsäulen aller Tankstellen in einer bestimmten, einheitlichen Form deutlich sichtbar gemacht werden müssen. Diese Regelung dient vor allem dem Verbraucherschutz: Unabhängig von aktuellen Werbenamen der Anbieter („Super Power“, „Super Diesel“) soll so jederzeit die Art und Qualität des Kraftstoffes abgelesen werden können. Obwohl viele Hersteller Zusatzstoffe (z. B. zur Vermeidung von Ablagerungen im Motor) hinzufügen und letztlich jeder Kraftstoff seine eigene Zusammensetzung besitzt, soll der Verbraucher durch diese Regelung gleichwohl die Garantie haben, dass die angebotenen Kraftstoffe den gesetzlichen Vorschriften entsprechen. Durch die an vielen Tankstellen vorhandenen Zapfsäulen mit verschiedenen Zapfstellen, ist durch die vorgeschriebene Anbringung „an den Zapfsäulen“ jedoch in vielen Fällen nicht auf Anhieb nachvollziehbar, welche Kennzeichnung für welche Zapfstelle gilt (siehe Abb.).

## Rechtspolitik
Die Koalitionsfraktionen haben am 28. März 2023 beschlossen, dass die DIN EN 15940 in die 10. BImschV aufgenommen wird. Zeitgleich soll die Förderung fossiler Kraftstoffe durch eine Änderung des Saubere-Fahrzeuge-Beschaffungs-Gesetzes beendet werden.